# Flushing, Cornwall
Flushing är en ort i Storbritannien.   Den ligger i grevskapet Cornwall och riksdelen England, i den södra delen av landet, 400 km väster om huvudstaden London. Flushing ligger 10 meter över havet och antalet invånare är 670.
Terrängen runt Flushing är platt. Havet är nära Flushing åt sydost.  Närmaste större samhälle är Falmouth, 1,2 km söder om Flushing. I omgivningarna runt Flushing växer i huvudsak barrskog.